# Geita (chi bướm)
Geita là một chi bướm đêm thuộc phân họ Tortricinae của họ Tortricidae.

## Các loài
- Geita bjoernstadi Aarvik, 2004